# Liên minh Kosovo mới
Liên minh Kosovo mới (tiếng Albania: Kosova Aleanca e Re, AKR) là một đảng chính trị ở Kosovo.
Đảng này được thành lập ngày 17 tháng 3 năm 2006, bởi Behgjet Pacolli, chủ sở hữu của Mabetex.
Cho đến ngày 17 Tháng 11 năm 2007, Liên minh Kosovo mới đã không tham gia bất kỳ cuộc bầu cử, tuy nhiên, do nền tảng kinh doanh thành công của người sáng lập Behgjet Pacolli nên đảng này đã nhận được ủng hộ đáng kể ở Kosovo với khảo sát năm 2007 tháng tư tiến hành bởi BBSS Gallup International / Index Kosova cho rằng AKR là đảng chính trị lớn thứ tư ở Kosovo với sự ủng hộ 8% trong số người được khảo sát. Cuộc khảo sát cho thấy AKR bị tụt hậu so LDK (26%), PDK (17%), và AAK (9%).
Những xếp hạng thăm dò ý kiến đã phản ánh ở các cuộc bầu cử lập pháp lần đầu tiên kể từ khi nó được thành lập tổ chức vào ngày 17 tháng 11 năm 2007, đảng đã giành 12,3% số phiếu bầu và 13 ghế khiến cho đảng này là đảng lớn nhất thứ ba ở Kosovo và chính thức của đảng đối lập lớn nhất cho liên minh chính phủ của Đảng Dân chủ Kosovo và Liên đoàn Dân chủ Kosovo, Hashim Thaci lãnh đạo.